# Juruti
Juruti, amtlich portugiesisch Município de Juruti, Aussprache ['d͡ʒuru'tʃi], ist eine Gemeinde im Westen des brasilianischen Bundesstaates Pará. Sie liegt am Rio Amazonas, der die Grenze zum gleichnamigen Nachbarbundesstaat bildet. Juruti verfügt über einen Binnenhafen, den Porto do Juruti, vorwiegend für den Transport des in der Gemeinde abgebauten Bauxits. Die Gemeinde hatte laut Schätzung vom 1. Juli 2021 59.961 Einwohner, die Juturienser (juturienses) genannt werden und auf einer Gemeindefläche von rund 8305 km² leben.

## Geographie
Der Hauptort des Munizips hatte 2010 eine urban bebaute Fläche von nur rund 3 km².
Umliegende Gemeinden sind im Norden Óbidos und Oriximiná, im Osten Santarém, im Süden Aveiro und im Westen Terra Santa. Die Entfernung zur Hauptstadt Belém beträgt 848 km.
Das Biom ist das von Amazonien.

### Klima
Die Gemeinde hat tropisches Klima, Am nach der Klimaklassifikation nach Köppen und Geiger. Die Durchschnittstemperatur ist 27,1 °C. Die durchschnittliche Niederschlagsmenge liegt bei 2264 mm im Jahr.
|                   | Jan  | Feb  | Mär  | Apr  | Mai  | Jun  | Jul  | Aug  | Sep  | Okt  | Nov  | Dez  |   |      |
| Temperatur (°C)   | 26,7 | 26,5 | 26,5 | 26,6 | 26,6 | 26,6 | 27,2 | 27,7 | 28,1 | 28,2 | 27,7 | 27,2 | Ø | 27,1 |
| Niederschlag (mm) | 264  | 309  | 358  | 353  | 281  | 135  | 101  | 52   | 41   | 59   | 113  | 198  | Σ | 2264 |

## Bevölkerungsentwicklung
| Jahr | Einwohner | Stadt  | Land   |
| --- | --------- | ------ | ------ |
| 1991 | 23.262    | 7.973  | 15.289 |
| 2000 | 31.198    | 10.780 | 20.418 |
| 2010 | 47.086    | 15.852 | 31.234 |
| 2021 | 59.961    | ?      | ?      |
| Hier fehlt eine Grafik, die leider im Moment aus technischen Gründen nicht angezeigt werden kann. Wir arbeiten daran! |           |        |        |

Quelle: IBGE (2011)

## Durchschnittseinkommen und Lebensstandard
Das monatliche Durchschnittseinkommen betrug 2017 den Faktor 3,2 des brasilianischen Mindestlohns (Salário mínimo) von R$ 880,00 (Einkommen umgerechnet rund 638 € monatlich). Der Index der menschlichen Entwicklung (HDI) ist mit 0,592 für 2010 als niedrig liegend eingestuft.
2017 waren 5894 Personen oder 10,5 % der Bevölkerung als fest im Arbeitsverhältnis stehend gemeldet, 48,5 % der Bevölkerung hatten 2010 ein Einkommen von der Hälfte des Minimallohns. 5828 Familien erhielten im Juni 2020 Unterstützung durch das Sozialprogramm Bolsa Família, im Durchschnitt rund 211 R$ pro Familie.
Das Bruttosozialprodukt pro Kopf betrug 2017 rund 18.568 R$, das Bruttosozialprodukt der Gemeinde belief sich 2017 auf 1.045.817,34  Tsd. R$.

## Ethnische Zusammensetzung
Ethnische Gruppen nach der statistischen Einteilung des IBGE (Stand 2000 mit 31.198 Einwohnern, Stand 2010 mit 47.086 Einwohnern):
| Gruppe      | Anteil 2000 | Anteil 2010 | Anmerkung                        |
| ----------- | ----------- | ----------- | -------------------------------- |
| Brancos     | 7.748       | ▼ 6.264     | Weiße, Nachfahren von Europäern  |
| Pardos      | 22.956      | ▲ 38.715    | Mischrassige, Mulatten, Mestizen |
| Pretos      | 184         | ▲ 1.285     | Schwarze                         |
| Amarelos    | 0           | ▲ 742       | Asiaten                          |
| Indígenas   | 11          | ▲ 80        | indigene Bevölkerung             |
| ohne Angabe | 229         | –           |                                  |

Quelle: SIDRA

## Wirtschaft

### Bauxitvorkommen
Auf dem Gebiet von Juruti befindet sich eines der weltweit größten Vorkommen von hochwertigem Bauxit mit geringen Verunreinigungen und annähernd 49 % Aluminiumgehalt. Die Größe der Lagerstätte wird auf fast 700 Millionen Tonnen geschätzt. Seit 2009 betreibt dort Alcoa World Alumina and Chemicals (AWAC), ein gemeinsames Tochterunternehmen von Alcoa und Alumina Limited, eine Mine zur Bauxitgewinnung. Das Erz wird zur Verhüttung nach São Luís verschifft.
Der Tagebau geht zulasten der dort vom Fischfang und der Landwirtschaft lebenden einheimischen Bevölkerung. Zentrum des Abbaus ist der Bereich um den See von Juruti-Velho. Die 2004 dort gegründete Bürgerinitiative Arcorjuve hat es mit Unterstützung der vor Ort arbeitenden Franziskanerinnen von Maria Stern 2009 geschafft, dass der ursprünglichen Bevölkerung ein kollektiver Landtitel eingeräumt wurde. Der WDR berichtete ausführlich über die Situation vor Ort. Schwester Brunhilde Henneberger, die seit 40 Jahren in Juruti-Velho und Obidos Entwicklungshilfe leistet, wurde am 10. Januar 2010 von ihrer Heimatgemeinde Randersacker für dieses Engagement mit der Bürgermedaille ausgezeichnet.